# Air Atlanta
Air Atlanta war eine Fluggesellschaft mit Sitz in Atlanta, Georgia, Vereinigte Staaten, welche in den 1980er Jahren über ein Dutzend Städte von Atlanta aus anflog.

## Geschichte
Die Fluggesellschaft wurde im Februar 1984 von den Anwälten Michael Hollis und Daniel Kolber gegründet. Neben dem Punkt-zu-Punkt-Service als unabhängige Fluggesellschaft boten sie auch Passagierflüge für Pan American World Airways als „Air Atlanta Pan Am Express“ an. Diese Flüge verbanden Pan Am-Passagiere zu und von Flügen ausgeführt von Air Atlanta.
Am 1. Februar 1984 führte Air Atlanta als ersten Flug mit einer Boeing 727-100 von Atlanta nach Memphis durch. Vom 1. April 1984 an wurde ein Nonstop-Service von Atlanta nach Memphis, Miami und New York JFK angeboten. Vom 1. Juli 1985 an wurde ebenfalls ein Nonstop-Service von Atlanta nach New York LaGuardia angeboten. Später bot die Fluggesellschaft ebenfalls Flüge nach Detroit, Fort Myers, Greenbrier/Lewisburg, West Virginia, New Orleans, Orlando, Philadelphia, Tampa und Washington, D.C und National Airport an.
Als Air Atlanta den Betrieb begann, wurde jeder Sitz ein First-Class-Sitz mit Mahlzeiten serviert auf weißem Leinen, feinem Porzellan und Kristallgläsern. Air Atlanta führte dann Zwei-Klassen-Service auf der Boeing 727 ein mit 2-2-Sitzordnung in der First Class und 2-3 oder 3-3-Sitzordnung in der Economy Class. Die Fluggesellschaft flog drei Millionen Passagiere, bevor sie am 2. April 1987 ihren Betrieb aufgrund von Bankrott einstellte. Zu dem Zeitpunkt, als dies feststand, bot KLM an, 10 Millionen $ in Air Atlanta zu investieren, wenn die Investoren sich darauf einlassen würden. Die Investoren lehnten das Angebot ab, obwohl Air Atlanta Fortschritte machte. Air Atlanta hatte einen perfekten Sicherheitsrekord und war für viele Innovationen in der Luftfahrtbranche verantwortlich, unter anderem für die Finanzierung ihres Geschäfts durch die Verwendung der Zero Coupon Convertible Note.

## Flotte
Die Flotte der Air Atlanta begann mit fünf Boeing 727-100-Flugzeugen. Fünf weitere Boeing 727-200-Flugzeuge wurden mit der Zeit hinzugefügt.

## Ziele
Air Atlanta flog im Passagierflugverkehr folgende Ziele an:
- Georgia
  - Atlanta (William B. Hartsfield Atlanta International Airport) – Hauptsitz[8]
- Florida
  - Ft. Myers (Southwest Florida International Airport)[8]
  - Miami (Miami International Airport)[8]
  - Orlando (Orlando International Airport)[8]
  - Tampa (Tampa International Airport)[8]
- Louisiana
  - New Orleans (New Orleans International Airport)[8]
- Michigan
  - Detroit (Detroit Metropolitan Wayne County Airport)[8]
- New York
  - New York City (John F. Kennedy International Airport [8] und LaGuardia Airport[3])
- Pennsylvania
  - Philadelphia (Philadelphia International Airport)[8]
- Tennessee
  - Memphis (Memphis International Airport)[8]
- Virginia
  - Arlington County—Washington, D.C., Umgebung (Washington National Airport)[8]
- West Virginia
  - Lewisburg (Greenbrier Valley Airport)[8]

Der Großteil der von Air Atlanta durchgeführten Flüge wurde von und nach Atlanta (ATL) Nonstop von Punkt-zu-Punkt durchgeführt. Mehrere Ausnahmen waren Nonstop-Flüge zwischen dem New York JFK Airport und Lewisburg, West Virginia, über den Greenbrier Valley Airport (LWB), zwischen dem New York JFK Airport und Philadelphia (PHL) sowie zwischen Tampa (TPA) und Orlando (MCO) und auch zwischen Tampa und Fort Myers (RSW). Darüber hinaus führte Air Atlanta einen direkten Zwischenstopp zwischen einer Reihe von Zielen durch, wobei mit den meisten dieser Flüge eine Zwischenlandung in Atlanta gemacht wurde, der auch als Verbindungsknotenpunkt der Fluggesellschaft diente.